# Республиканские выборы в СССР (1951)
В феврале 1951 года в Союзе Советских Социалистических Республик прошли III республиканские выборы в Верховные Советы 16 союзных республик.

## Предыстория
Выборы проходили на фоне продолжающихся репрессий и чисток неугодных действующей власти деятелей — Борьбы с космополитизмом, Трофейного дела, депортации народов (например, депортации Греков в 1949 году), гонений на религии (например, Операция «Север»). Помимо этого начиналась Холодная война, уже произошли первые значимые внешнеполитические инциденты — Блокада Западного Берлина, Бой кабельного судна «Пластун», Советско-югославский конфликт, что крайне неоднозначно влияло на электорат и настроение населения Советского Союза.

## Ход выборов
Выборы не являлись альтернативными, и избирателям предлагалось проголосовать за или против установленного кандидата. Оппозиционно настроенные или несогласные граждане так или иначе лишались права голоса — в 1951 году около 3 778 000 граждан было лишено права голосовать.
Количество несогласных или недовольных граждан круто и резко снизилось на фоне событий военных и предвоенных лет. Несогласные были известны поимённо, и те как правило, или портили бюллетени, или забирали их с собой, и советской властью это приравнивалось к нелояльности. Выборы стали представлять собой ритуал по проявлению лояльности советской власти, и люди стремились прийти на них как можно раньше, дабы продемонстрировать свой лоялизм, что доходило до абсурда, когда некоторые занимали очереди с ночи, ибо это имело смысл — первый проголосовавший вносился в отчёт для обкома. При этом, выборы организовывались как праздник, где создавали буфеты с бутербродами, сладостями и дефицитными товарами, отдельно бригады художественной самодеятельности проводили концерты, в том числе с джазом.
Несмотря на все сложности и проблемы, послевоенные годы считались чем-то более лучшим, чем война, а все трудности и ужасающие условия жизни считались временными. Пропаганда активно и успешно внедряла идеи о том, что само бытие советского человека, причастного к октябрьской революции — уникально и особенно, что бытие советского гражданина — это справедливость и добро. Во многих разговорах граждане выражали большую и спокойную уверенность в том, что СССР семимильными шагами идёт к процветанию.
Люди, обладающие негативным отношениям к советской власти, находились в молчаливом меньшинстве, и как правило они или не выражали свою позицию, или старались её выражать через надписи на бюллетенях, и как правило, они и вызывали наибольшее внимание государственного аппарата и НКВД, так-как те во внутренних разговорах часто говорили о том, что выборы недемократичны, а власть — авторитарна, вызывая противодействие проводимой агитации и пропаганде.
| Страна  | Дата       | Выборы                                  | Итоги      | Примечания        |
| ------- | ---------- | --------------------------------------- | ---------- | ----------------- |
| АзССР   |            | Выборы в Верховный Совет АзССР (1951)   | 310 из 310 |                   |
| АрССР   |            | Выборы в Верховный Совет АрССР (1951)   | ???        | Состав неизвестен |
| БССР    |            | Выборы в Верховный Совет БССР (1951)    | 390 из 390 |                   |
| ГССР    |            | Выборы в Верховный Совет ГССР (1951)    | 352 из 352 |                   |
| КазССР  | 18 февраля | Выборы в Верховный Совет КазССР (1951)  | 400 из 400 |                   |
| КарССР  |            | Выборы в Верховный Совет КарССР (1951)  | 120 из 120 |                   |
| КирССР  |            | Выборы в Верховный Совет КирССР (1951)  | 313 из 313 |                   |
| ЛатССР  |            | Выборы в Верховный Совет ЛатССР (1951)  | 200 из 200 |                   |
| ЛитССР  |            | Выборы в Верховный Совет ЛитССР (1951)  | 256 из 256 |                   |
| МССР    |            | Выборы в Верховный Совет МССР (1951)    | ???        | Состав неизвестен |
| РСФСР   | 18 февраля | Выборы в Верховный Совет РСФСР (1951)   | 763 из 763 |                   |
| ТаджССР |            | Выборы в Верховный Совет ТаджССР (1951) | ???        | Состав неизвестен |
| ТурССР  |            | Выборы в Верховный Совет ТурССР (1951)  | ???        | Состав неизвестен |
| УзССР   |            | Выборы в Верховный Совет УзССР (1951)   | ???        | Состав неизвестен |
| УССР    |            | Выборы в Верховный Совет УССР (1951)    | ???        | Состав неизвестен |
| ЭССР    | 25 февраля | Выборы в Верховный Совет ЭССР (1951)    | 115 из 115 |                   |